# Diethard (Hildesheim)
Diethard (auch Thiethard) OSB († 13. September 954) war von 928 bis 954 Bischof von Hildesheim.
Er soll Mönch im Kloster Hirsau gewesen sein, ehe er 927 Abt in Hersfeld wurde. Nach dem Tod von Bischof Sehard wurde er von König Heinrich I. zum Bischof von Hildesheim berufen. Er blieb stets Anhänger des Königshauses. Auf dem Nationalkonzil von Erfurt 932 war er vermutlich wegen der Bedrohung seines Bistums durch die Ungarn nicht vertreten. Aber 937 nahm er an dem Hoftag zu Magdeburg teil. Nach der Verbannung von Herzog Eberhard von Franken wurde dieser in das Bistum Hildesheim zur Bewachung überführt.
Papst Agapet verpflichtete Thiethard, Erzbischof Adaldag von Hamburg bei der Mission der nordischen Länder zu unterstützen. Inwieweit dies praktische Auswirkungen hatte, ist nicht klar. Im Jahr 948 nahm er an der Generalsynode in Ingelheim teil. Er hat 933 Wendelgard als Äbtissin des Stiftes Gandersheim ordiniert. Auch hat er die Gründung der Marienkirche im Stift Gandersheim unterstützt und diese geweiht. Seine über die geistliche Beaufsichtigung hinausgehenden Interessen am Stift Gandersheim führten zur Erteilung eines päpstlichen Privilegs von 948, das die Unabhängigkeit von Gandersheim garantierte. Bischof Thiethard hat sich dem gebeugt und nur noch die kirchenrechtliche Aufsicht über Gandersheim beansprucht. Auch der Übertragung der Reichsunmittelbarkeit auf das Kanonissenstift Ringelheim hat er sich nicht widersetzt. Die Gründung dieser Einrichtung ist nicht ganz klar. Teilweise wird sie in die Zeit Thiethards etwa 932 oder 940, teilweise aber auch in die Zeit seiner Vorgänger datiert. Er soll für den Hochaltar des Domes ein goldenes edelsteingeschmücktes Antependium gestiftet haben.